# HD 1447
HD1447 є хімічно пекулярною зорею спектрального класу
F0 й має видиму зоряну величину в
смузі V приблизно  7.6.
.